# Falsobrium apicale
Falsobrium apicale là một loài bọ cánh cứng trong họ Cerambycidae.